# Козомазов, Михаил Иванович
Михаил Иванович Козомазов (1918—1983) — старшина Советской Армии, участник Великой Отечественной войны, Герой Советского Союза (1944).

## Биография

Герой Советского Союза Козомазов М. И. делится опытом с молодыми солдатами

Михаил Козомазов родился 11 сентября 1918 года в деревне Маёвка (ныне — Дивеевский район Нижегородской области). После окончания семи классов школы и школы фабрично-заводского ученичества он работал электросварщиком на Горьковском автозаводе. В 1939 году Козомазов был призван на службу в Рабоче-крестьянскую Красную Армию. С июня 1942 года — на фронтах Великой Отечественной войны. Участвовал в Сталинградской битве, боях под Ленинградом, освобождении Прибалтики. Был ранен.
К августу 1944 года старшина Михаил Козомазов командовал пулемётным взводом 632-го зенитного артиллерийского полка 7-й зенитной артиллерийской дивизии 8-й армии Ленинградского фронта. Отличился во время освобождения Эстонской ССР. В критический момент боя за высоту 84,6 Козомазов заменил собой командира пулемётной роты и два раза поднимал своих бойцов в атаку, выбив противника из занимаемых им траншей. В тот день Козомазов со своей ротой отразил 8 вражеских контратак, лично уничтожив танкетку и более 100 солдат и офицеров противника. Был контужен, но продолжал сражаться.
Указом Президиума Верховного Совета СССР от 18 ноября 1944 года за «образцовое выполнение заданий командования и проявленные мужество и героизм в боях с немецкими захватчиками» старшина Михаил Козомазов был удостоен высокого звания Героя Советского Союза с вручением ордена Ленина и медали «Золотая Звезда» за номером 3735.
В мае 1946 года Козомазов был демобилизован. Проживал в Арзамасе, был сначала заведующим сберегательной кассой, затем работал в колхозе. С февраля 1949 года он работал в КБ-11 (ныне — ВНИИ экспериментальной физики) в Арзамасе-16 (ныне — Саров). Скончался 18 мая 1983 года, похоронен а Арзамасе.
Был также награждён орденом Славы 3-й степени и рядом медалей.
В честь Козомазова названа улица в Сарове. Его пулемёт находится в экспозиции Военно-исторического музея артиллерии, инженерных войск и войск связи в Санкт-Петербурге.